# Antongilia quadrituberculata
Antongilia quadrituberculata är en insektsart som beskrevs av Ludwig Redtenbacher 1906. Antongilia quadrituberculata ingår i släktet Antongilia och familjen Bacillidae. Inga underarter finns listade i Catalogue of Life.